# Cryptocephalus pusillus
Cryptocephalus pusillus – gatunek chrząszcza z rodziny stonkowatych i podrodziny Cryptocephalinae.

## Taksonomia
Gatunek po raz pierwszy został naukowo opisany w 1777 roku przez Johana Christiana Fabriciusa.

## Morfologia
Chrząszcz o krępym, walcowatym ciele długości od 2,5 do 3 mm. Forma ciała jest bardziej krępa niż u C. rufipes. Głowa jest czerwonawożółta. Nitkowate czułki mają nasadową część czerwonawożółtą, natomiast wierzchołkową ciemnobrunatną. Przedplecze może być całe czerwonawożółte lub mieć czarną tylną krawędź; na jego powierzchni brak jest poprzecznych wklęśnięć. Kolor tarczki jest czarny. U typowej formy barwnej pokrywy są czerwonawożółte z czarnymi brzegami nasadowymi i szwem oraz dwiema parami brunatnych do czarnych plam, z których jedna leży na guzie barkowym a druga między piątym a ósmym międzyrzędem tylnej części. Kolorystyka jest jednak zmienna – tylne plamy rozlewać się mogą w poprzeczną przepaskę, czarna barwa może się rozlewać w różne wzory, a nawet prawie całe pokrywy mogą być czarne, pozostawiając jedynie wierzchołki czerwonożółtymi. Punktowanie pokryw układa się w regularne rządki, a na jasnym tle jest ciemno zabarwione. Odnóża przedniej pary mają nierozszerzone wierzchołki goleni. Genitalia samca odznaczają się prąciem zaopatrzonym w wyrostki parzyste zwieńczone zakrzywionymi ku górze ząbkami szczytowymi. 

## Ekologia i występowanie
Owad ten zasiedla zarośla, lasy, łozowiska i pobrzeża wód. Jest fitofagiem żerującym na liściach i pąkach wierzb, topól, olch, a rzadziej innych rodzajów drzew. Owady dorosłe aktywne są od czerwca do sierpnia.
Gatunek zachodniopalearktyczny, znany z niemal wszystkich krajów Europy, a ponadto z Bliskiego Wschodu i Afryce Północnej. W Polsce jest nieczęsto obserwowany.